# (38336) 1999 RZ134
1999 RZ134 (asteroide 38336) é um asteroide da cintura principal. Possui uma excentricidade de 0.20313710 e uma inclinação de 5.43790º.
Este asteroide foi descoberto no dia 9 de setembro de 1999 por LINEAR em Socorro.